# Artocarpus heterophyllus
Artocarpus heterophyllus Lam. è una pianta tropicale della famiglia delle Moraceae nativa dell'India. È coltivata per il suo frutto, il più grande esistente in natura tra quelli che crescono dagli alberi; in italiano il frutto viene chiamato giaca, derivato dal portoghese jaca,  ma commercialmente è anche diffusa la denominazione inglese jackfruit nei prodotti in scatola importati. Tuttavia il frutto è ancora poco conosciuto e per questo non ha ancora un nome vernacolare consolidato e riconosciuto dalla Accademia della Crusca.

## Descrizione
L'albero ha fusto robusto  che cresce fino a 20 m di altezza e 60 cm di diametro.
Le foglie sono perenni.
È una pianta cauliflora (cioè che porta i frutti direttamente sul tronco) e monoica cioè con fiori unisessuali nella stessa pianta. I fiori maschili e femminili sono riuniti in infiorescenze anch'esse unisessuali.
Il frutto è di forma ovale e si origina dallo sviluppo dell'infiorescenza femminile; può superare i 40 cm di diametro e i 30 kg di peso. 
Si tratta di un grande falso frutto composto in cui i singoli frutti derivano dall'ovario dei fiori dell'infiorescenza e circondano ognuno un seme, anch'esso commestibile. Il colore della buccia matura è giallo scuro, quello della polpa è generalmente giallo carico, ma anche di colore arancio.

## Coltivazione
Il fruttifero è coltivato in vari paesi tropicali dell'America del Sud, dell'Africa e dell'Asia.
Si è dimostrato resistente anche a vari microclimi subtropicali, come il sud della Florida, dove le temperature non scendono mai sotto −1 °C. Tuttavia, pur sopravvivendo, già a temperature di qualche grado sopra lo zero Celsius si ha il danno alle qualità organolettiche dei frutti, per cui la sua coltivazione da frutta non è possibile neanche nelle zone più riparate del bacino del Mediterraneo, dove l'albero una volta adulto potrebbe sopravvivere all'aria aperta, ma dove la produzione di frutta sarebbe irrilevante.

## Usi alimentari
I frutti vengono consumati freschi o inscatolati per l'esportazione, disidratrati o fritti sotto forma di chips.
In alcuni paesi il succo viene fermentato per ottenere una bevanda alcolica. I frutti poco maturi invece si possono ridurre a farina per varie specialità esotiche, o anche cucinati come i frutti del congenere albero del pane (Artocarpus altilis). Anche i grossi semi vengono utilizzati per essere cucinati in modo simile alle castagne.
Il sapore è un misto di mela e ananas, con retrogusto di vaniglia, delizioso nelle migliori varietà; quando fatto cuocere per oltre un'ora assume un gusto simile a quello della porchetta.

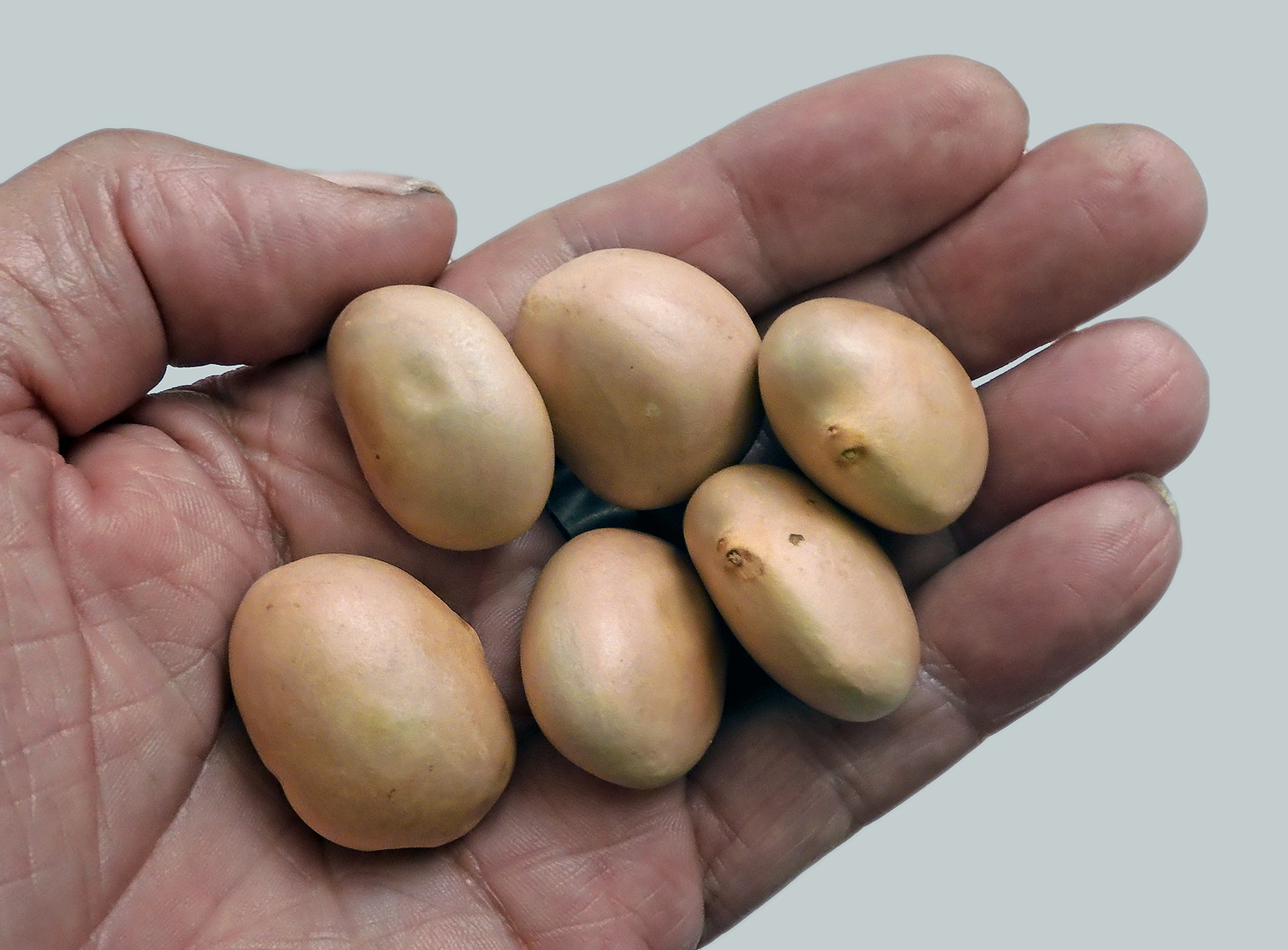
I semi del jackfruit sono commestibili dopo la sbucciatura e ricordano il gusto delle patate.
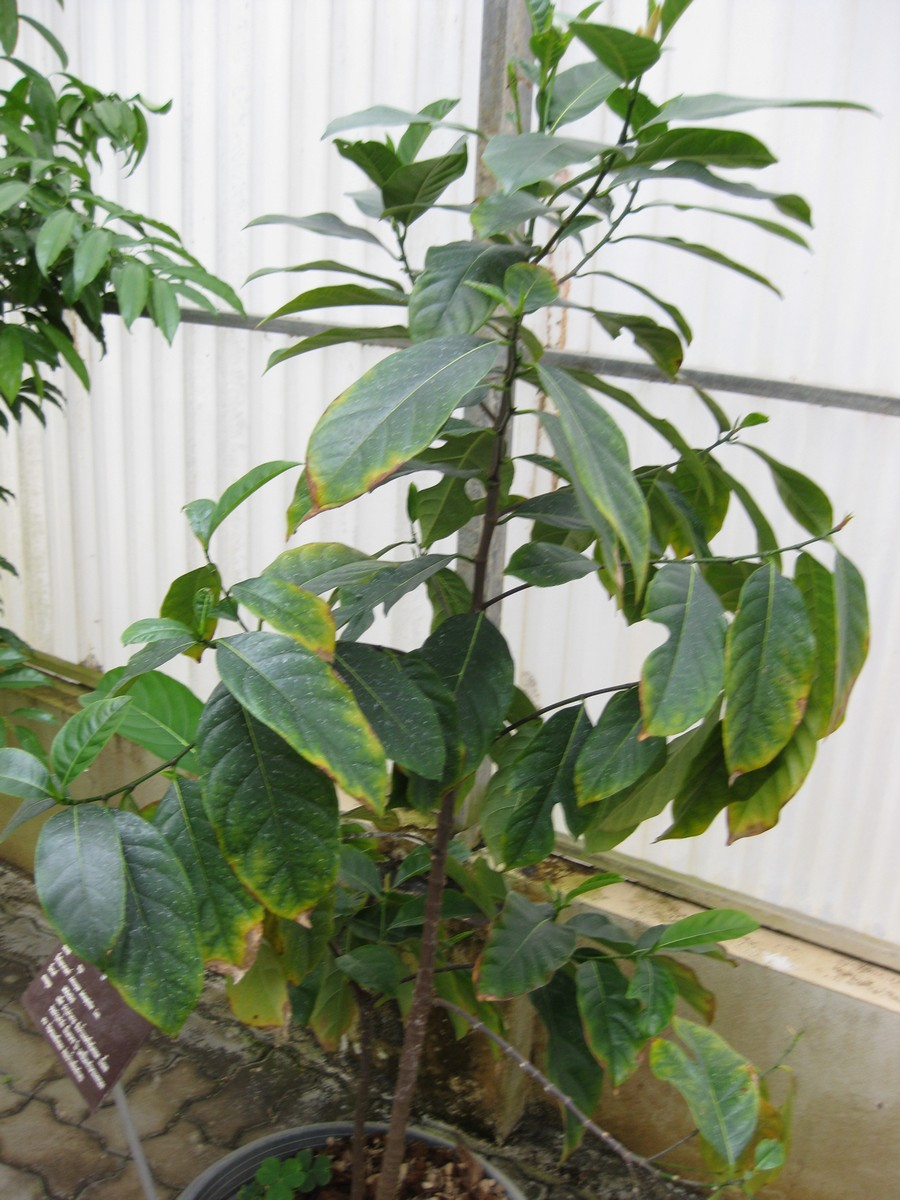
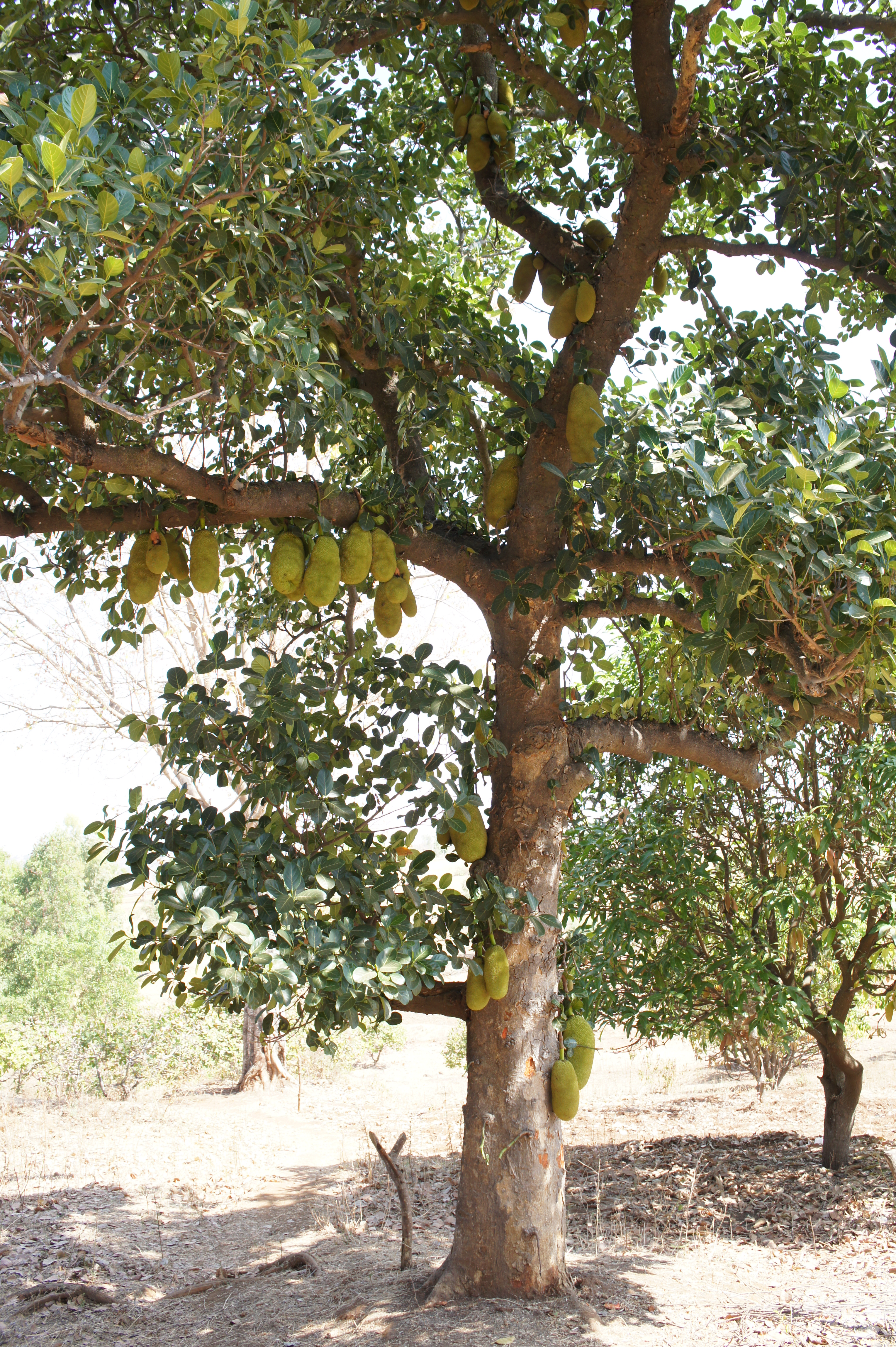
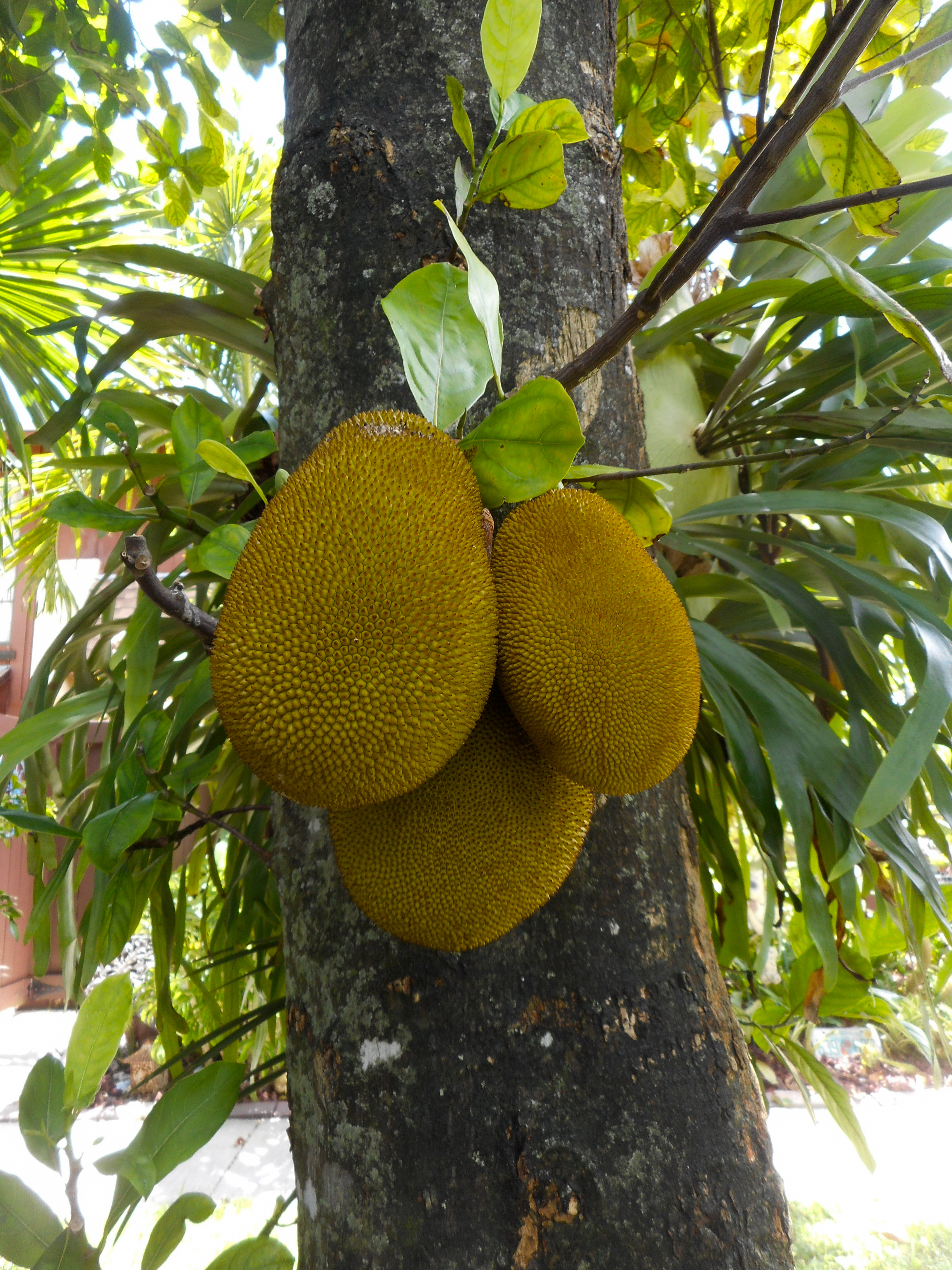
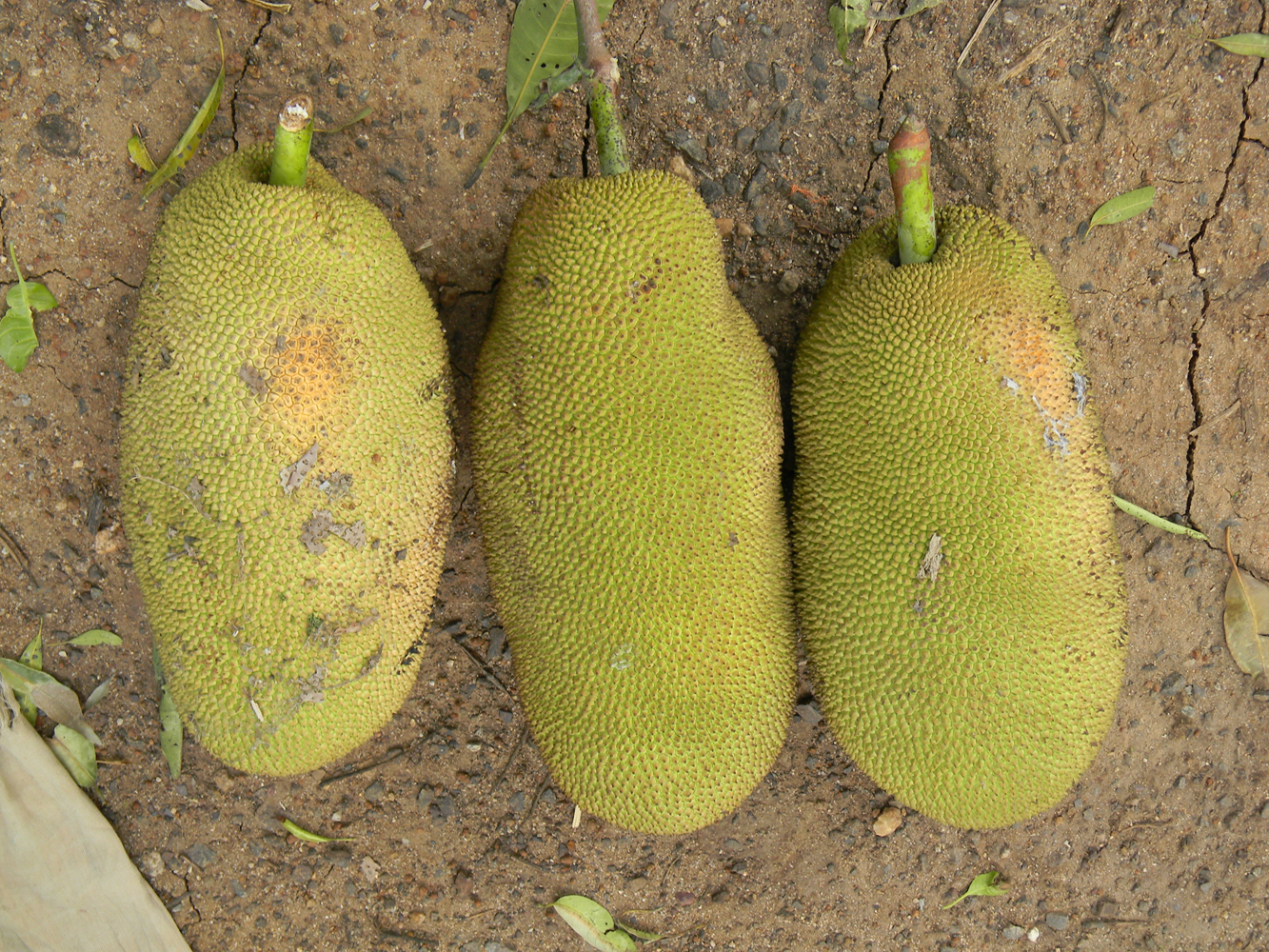
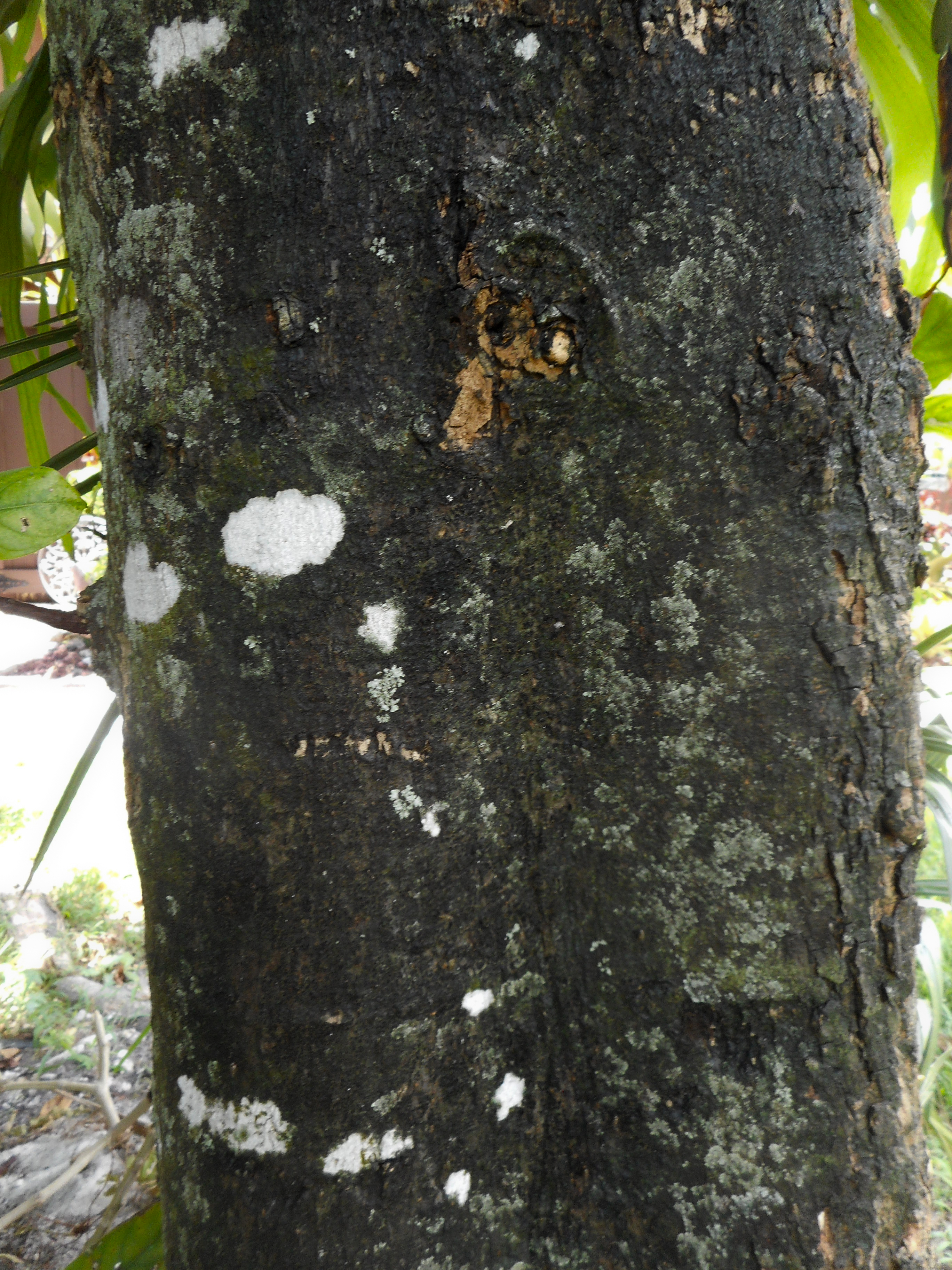
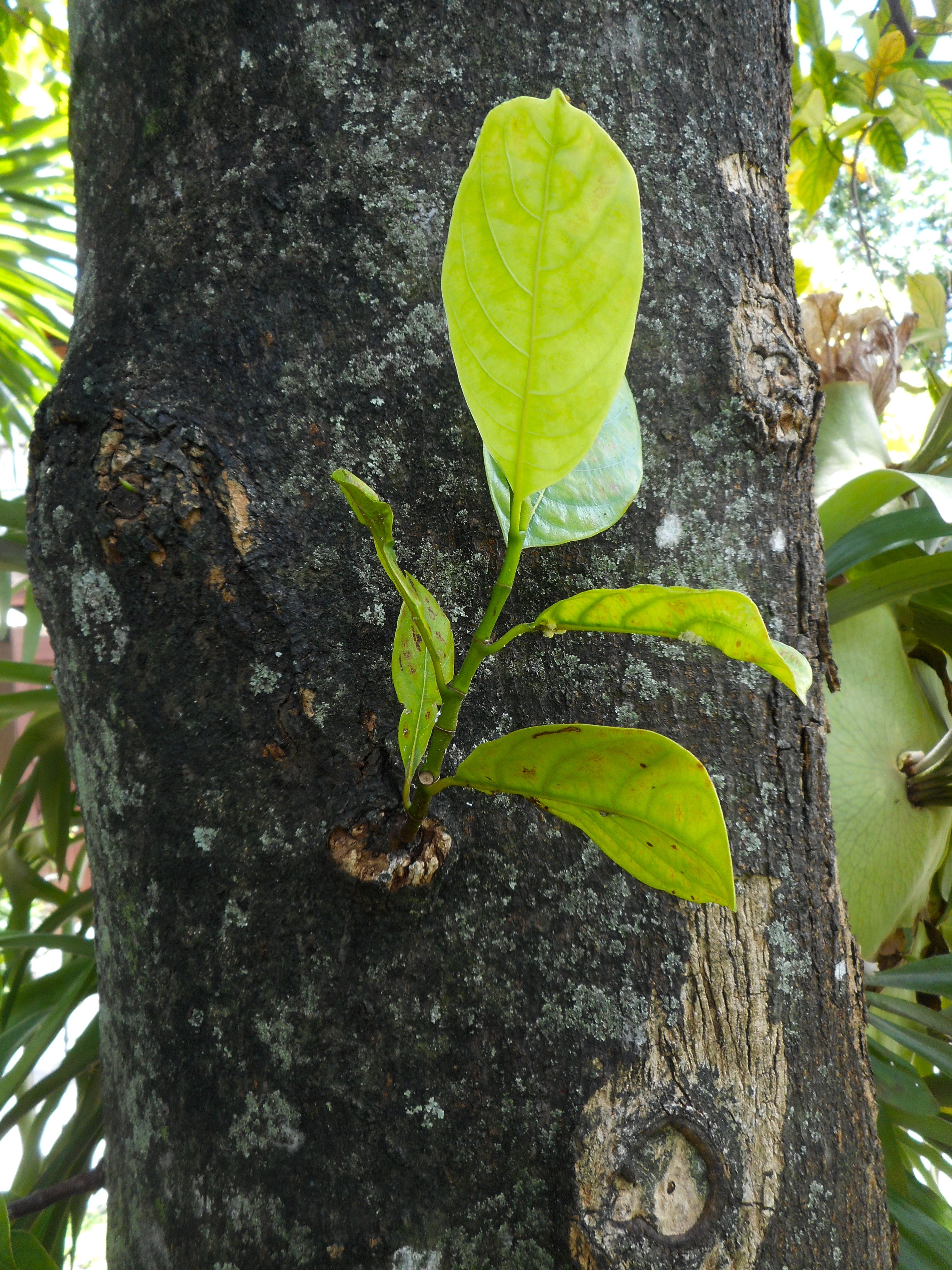